# Your Town
Your Town is een nummer van de Schotse band Deacon Blue uit 1993. Het is de eerste single van hun vierde studioalbum Whatever You Say, Say Nothing.
Met "Your Town" slaat Deacon Blue een nieuwe muziekrichting in; het nummer heeft namelijk een alternatiever geluid dan het eerdere werk van de band. Ook kent het iets meer dance-invloeden. De plaat werd een bescheiden hit op de Britse eilanden en in Nederland. In het Verenigd Koninkrijk werd de 14e positie gehaald, en in de Nederlandse Top 40 de 17e.